# Tony Abbott
Tony Abbott (sinh ngày 4 tháng 11 năm 1957 tại Anh trong một gia đình, cha là người Anh và mẹ là người Úc) là một nhà chính trị Úc. Ông là lãnh đạo Liên đảng Tự do - Quốc gia. Trong cuộc bầu cử Quốc hội 2013 vào ngày 07 tháng 9 tại Úc, Liên đảng Tự do - Quốc gia dưới sự lãnh đạo của Tony Abbott (hình) giành đa số ghế. Ngày 14 tháng 9 năm 2015 thủ tướng Tony Abbott đã thất cử trong cuộc bỏ phiếu với Malcolm Turnbull. Thủ tướng đã bị Ông Malcolm Turnbull đánh bại với số phiếu áp đảo 54-44.
Đảng Tự do của Tony Abbott đã giành được 45,4% trong số 76,3% phiếu bầu được kiểm, đảng Lao động chỉ giành được 33,8% số phiếu. Ông là dân biểu Quốc hội đại diện cho Warringah từ năm 1994. Ông đã tốt nghiệp cử nhân kinh tế và cử nhân luật Đại học Sydney và sau đó là thạc sĩ chương trình học bổng Rhodes tại Queen's College, Oxford.

Abbott là một nhân vật rất bảo thủ. Lối cư xử của ông ta thì hung hăng và cũng từng theo học để trở thành mục sư cho nên ông còn có một tên gọi là Nhà tu điên („Mad Monk").

## Trước tác
- Abbott, Tony (2012). A Strong Australia. Liberal Party of Australia. tr. 132. ISBN 9780646590332.
- Abbott, Tony (2009). Battlelines. Carlton Victoria Australia: Melbourne University Press. ISBN 978-0-522-85606-4.
- Abbott, Tony (1997). How to Win the Constitutional War: and give both sides what they want. Kent Town South Australia: Wakefield Press. ISBN 1-86254-433-6.
- Abbott, Tony (1995). The Minimal Monarchy: and why it still makes sense for Australia. Kent Town South Australia: Wakefield Press. ISBN 1-86254-358-5.